# Miriam Cooper

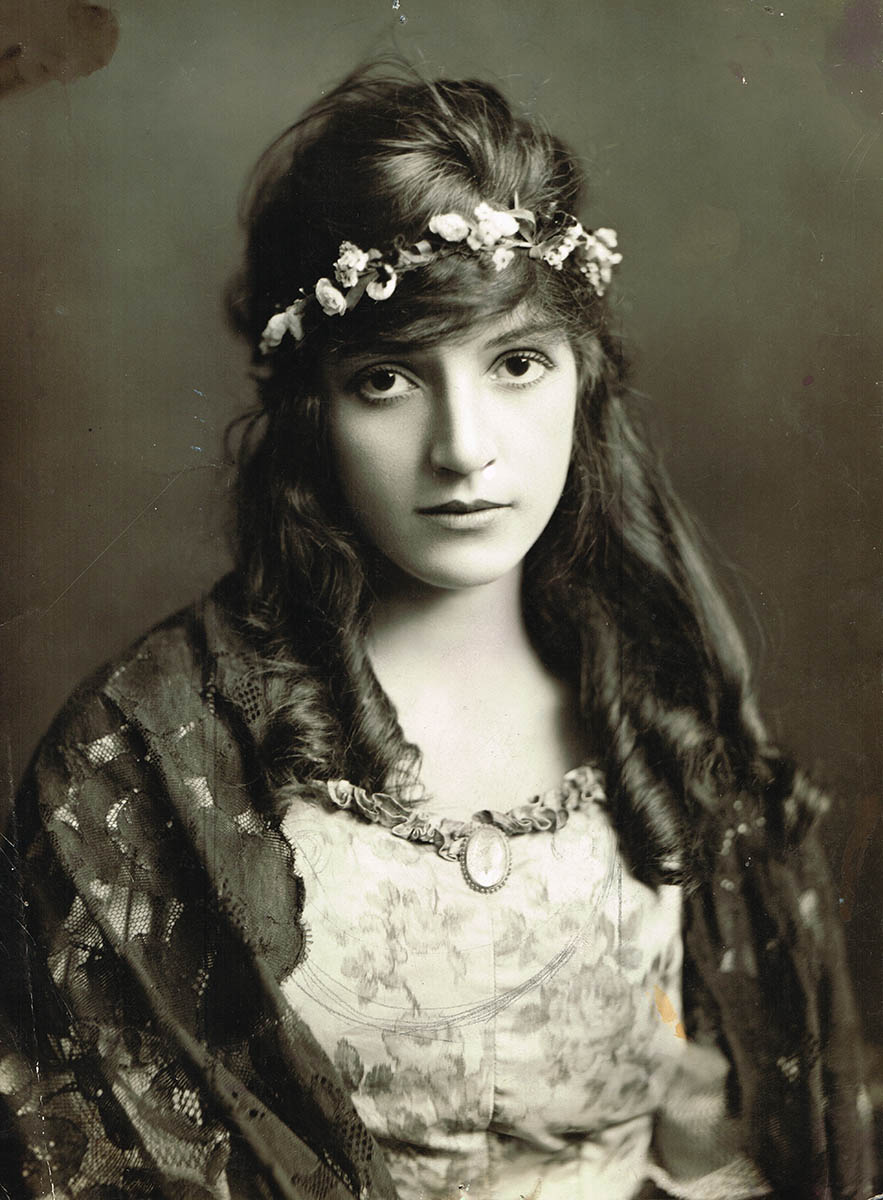
Miriam Cooper
Photoplay Magazine, 1915

Miriam Cooper (* 7. November 1891 in Baltimore, Maryland; † 12. April 1976 in Charlottesville, Virginia) war eine US-amerikanische Schauspielerin.

## Leben
Miriam Cooper war eines von fünf Kindern einer römisch-katholischen Familie. Der Vater verließ die Familie und ging nach Europa. Die Mutter erhielt zunächst Unterstützung von der Schwiegermutter, nach deren Tod lebte die vaterlose Familie in tiefer Armut. Miriam Cooper musste zeitweise in einem Waisenhaus leben und wurde schließlich in einem Internat von Ordensschwestern erzogen. Nach der Schule verdiente das 1,47 m große Mädchen ihren Unterhalt zunächst als Model und spielte unter der Regie des legendären D. W. Griffith 1911 ihre erste kleine Rolle in einem Film. Anschließend ging sie nach Florida, wo sie für die Kalem Studios mehr als 30 Filme drehte. 1914 entdeckte sie Griffith wieder und gab ihr die Hauptrollen in seinen Klassikern Die Geburt einer Nation und Intoleranz. Während der Dreharbeiten verliebte sie sich in den Assistenten von Griffith Raoul Walsh und heiratete ihn 1916.
Nach ihrer Hochzeit drehte sie nur noch einige Filme unter der Regie ihres Ehemannes. Der Wunsch, Mutter zu werden, blieb ihr jedoch unerfüllt. Schließlich adoptierte das Paar zwei Jungs. Die Ehe wurde jedoch 1925 aufgrund der ständigen Untreue von Raoul Walsh geschieden. Miriam Cooper drehte nie wieder einen Film und heiratete auch nie wieder. In ihren letzten Lebensjahren wurde sie wiederentdeckt und nahm unter anderem an mehreren Stummfilm-Festivals teil und gab auch zahlreiche Interviews.

## Filmografie
- 1910: The Duke’s Plan (Kurzfilm)
- 1912: A Blot on the ’Scutcheon (Kurzfilm)
- 1912: Battle of Pottsburg Bridge (Kurzfilm)
- 1912: Victim of Circumstances (Kurzfilm)
- 1912: Tide of Battle (Kurzfilm)
- 1912: War’s Havoc (Kurzfilm)
- 1912: ’Fighting’ Dan McCool (Kurzfilm)
- 1912: The Drummer Girl of Vicksburg (Kurzfilm)
- 1912: The Filibusterers (Kurzfilm)
- 1912: The Bugler of Battery B (Kurzfilm)
- 1912: The Siege of Petersburg (Kurzfilm)
- 1912: The Soldier Brothers of Susanna (Kurzfilm)
- 1912: The Prison Ship (Kurzfilm)
- 1912: Saved from Court Martial (Kurzfilm)
- 1912: A Railroad Lochinvar (Kurzfilm)
- 1912: The Grit of the Girl Telegrapher (Kurzfilm)
- 1912: The Confederate Ironclad (Kurzfilm)
- 1912: His Mother’s Picture (Kurzfilm)
- 1912: The Rival Engineers (Kurzfilm)
- 1912: The Peril of the Cliffs (Kurzfilm)
- 1912: The Girl in the Caboose (Kurzfilm)
- 1912: Battle in the Virginia Hills (Kurzfilm)
- 1912: The Farm Bully (Kurzfilm)
- 1912: The Toll Gate Raiders (Kurzfilm)
- 1913: A Treacherous Shot (Kurzfilm)
- 1913: A Sawmill Hazard (Kurzfilm)
- 1913: The Turning Point (Kurzfilm)
- 1913: The Woe of Battle (Kurzfilm)
- 1913: Prisoners of War (Kurzfilm)
- 1913: The Battle of Bloody Ford (Kurzfilm)
- 1913: The Exposure of the Land Swindlers (Kurzfilm)
- 1913: The Infamous Don Miguel (Kurzfilm)
- 1913: Captured by Strategy (Kurzfilm)
- 1913: Shenandoah (Kurzfilm)
- 1913: Rounding Up the Counterfeiters (Kurzfilm)
- 1913: The Smuggler (Kurzfilm)
- 1913: The Moonshiner’s Mistake (Kurzfilm)
- 1913: A Railroad Conspiracy (Kurzfilm)
- 1913: The Sacrifice at the Spillway (Kurzfilm)
- 1913: The Hand of Destiny (Kurzfilm)
- 1913: The Railroad Inspector’s Peril (Kurzfilm)
- 1913: The End of the Run (Kurzfilm)
- 1913: The Railroad Detective’s Dilemma (Kurzfilm)
- 1913: Across the Continent (Kurzfilm)
- 1913: The Octoroon (Kurzfilm)
- 1913: Uncle Tom’s Cabin (Kurzfilm)
- 1913: The Pseudo Prodigal (Kurzfilm)
- 1914: For His Master (Kurzfilm)
- 1914: When Fate Frowned (Kurzfilm)
- 1914: The Smugglers of Sligo (Kurzfilm)
- 1914: A Diamond in the Rough (Kurzfilm)
- 1914: The Dishonored Medal
- 1914: Home, Sweet Home (Biographie)
- 1914: Golden Dross (Kurzfilm)
- 1914: For the Sake of Kate (Kurzfilm)
- 1914: The Stolen Radium (Kurzfilm)
- 1914: The Rose Bush of Memories (Kurzfilm)
- 1914: The Horse Wrangler (Kurzfilm)
- 1914: Their First Acquaintance (Kurzfilm)
- 1914: How Izzy Stuck to His Post (Kurzfilm)
- 1914: Izzy and the Diamond (Kurzfilm)
- 1914: Lest We Forget (Kurzfilm)
- 1914: The Gunman (Kurzfilm)
- 1914: Izzy and His Rival (Kurzfilm)
- 1914: The Odalisque (Kurzfilm)
- 1915: The Double Deception (Kurzfilm)
- 1915: Die Geburt einer Nation (The Birth of a Nation)
- 1915: The Fatal Black Bean (Kurzfilm)
- 1915: His Return (Kurzfilm)
- 1915: Only a Tramp (Kurzfilm)
- 1915: The Slave Girl (Kurzfilm)
- 1915: The Greaser (Kurzfilm)
- 1915: The Artist’s Wife (Kurzfilm)
- 1915: A Man for All That (Kurzfilm)
- 1915: The Story of a Story (Kurzfilm)
- 1915: The Old Shoemaker (Kurzfilm)
- 1915: The Burned Hand (Kurzfilm)
- 1916: Intolerance
- 1917: The Honor System
- 1917: The Silent Lie
- 1917: The Innocent Sinner
- 1917: Betrayed
- 1918: The Woman and the Law
- 1918: The Prussian Cur
- 1919: The Mother and the Law
- 1919: Evangeline
- 1919: Should a Husband Forgive?
- 1920: The Deep Purple
- 1921: The Oath
- 1921: Serenade
- 1922: Kindred of the Dust
- 1923: The Hero
- 1923: Is Money Everything?
- 1923: The Girl Who Came Back
- 1923: Her Accidental Husband
- 1923: The Broken Wing
- 1923: Daughters of the Rich
- 1924: After the Ball